# Списак основних школа у Топличком округу
Списак државних основних школа у Топличком управном округу односно Граду Прокупљу и општинама Блаце, Житорађа и Куршумлија.

## Град Прокупље
| Основна школа                                            | Адреса                     | Година оснивања | Ранији назив |
| -------------------------------------------------------- | -------------------------- | --------------- | ------------ |
| ОМШ „Корнелије Станковић”                                | Василија Ђуровића Жарког 1 |                 |              |
| ОШ „9. октобар”                                          | Змај Јовина бб             |                 |              |
| ОШ „Вук Караџић”                                         | Житни Поток                |                 |              |
| ОШ „Милић Ракић Мирко”                                   |                            |                 |              |
| ОШ „Никодије Стојановић Татко”                           | Ратка Павловића 4          |                 |              |
| ОШ „Ратко Павловић Ћићко”                                | Милоша Обилића 1           |                 |              |
| ОШ „Светислав Мирковић Ненад”                            | Мала Плана                 |                 |              |
| Школа за основно образовање одраслих „Тихомир Станковић” | Кнез Михајлова 55          |                 |              |
| Специјална школа „Свети Сава”                            | Милоша Црњанског бб        |                 |              |

## Општина Блаце
| Основна школа         | Адреса           | Година оснивања | Ранији назив |
| --------------------- | ---------------- | --------------- | ------------ |
| ОШ „Стојан Новаковић” | Вука Караџића бб |                 |              |

## Општина Куршумлија
| Основна школа        | Адреса          | Година оснивања | Ранији назив |
| -------------------- | --------------- | --------------- | ------------ |
| ОШ „Милоје Закић”    | Топличка 14     | 1981.           |              |
| ОШ „Дринка Павловић” | Вука Караџића 5 |                 |              |

## Општина Житорађа
| Основна школа        | Адреса        | Година оснивања | Ранији назив                                                                                       |
| -------------------- | ------------- | --------------- | -------------------------------------------------------------------------------------------------- |
| ОШ „Топлички хероји” | Светосавска 2 | 1873.           | Краљевско–српска основна школа Житорађска · Основна школа општине Житорађске · НОШ „Топлица Милан” |